# Adílson Heleno
Adílson Heleno (Nova Iguaçu, 7 de outubro de 1962) é um ex-futebolista brasileiro que atuava como meia.
Adílson Heleno era um meia ofensivo. Eficiente nas conclusões, ele costumava marcar muitos gols nas décadas de 80 e 90. Foi um dos maiores ídolos do Avaí Futebol Clube de Santa Catarina.
Atualmente, mora em Florianópolis onde ministra aulas na sua escola de futebol.

## Carreira
Quando garoto jogou no time da LBA, no Rio de Janeiro, antes de se tornar cria das categorias de base do Flamengo, onde chegou no juvenil. Adílson começou a carreira no clube, mas se destacou jogando em equipes do sul do país.
Sem chances no time principal, foi emprestado ao Operário-MS, onde foi campeão estadual, e ao Friburguense.
Chegou ao Fortaleza por empréstimo como contrapeso do atacante Maciel e tornou-se campeão cearense de 85, sendo artilheiro do ime com 7 gols. Jogou ainda pelo Vitória em 1986.
No início de 1987, foi comprado pelo Avaí junto ao Flamengo por 300 mil cruzados. Ele ajudou o clube a conquistar o título catarinense de 88, onde foi vice-artilheiro com 17 gols, ajudando o Leão da Ilha a quebrar o jejum de 13 anos no estadual. Quando retornou ao clube, faturou o vice-campeonato de 92. Defendeu o Avaí em 149 jogos e marcou 57 gols.
No Criciúma, chegou no segundo semestre de 1988 por 45 milhões de cruzados, e na estreia, em outubro, marcou gol no 1x0 contra o Atlético MG. Ganhou o Bola de Prata, como um dos melhores jogadores do Campeonato Brasileiro de 88 pela Placar.
No Grêmio, chegou em maio de 89 por 300 mil cruzados novos, e levou o time ao penta-campeonato gaúcho e a ser Campeão da Copa do Brasil de 1989. No tricolor gaúcho, ainda chegou a disputar a Taça Libertadores da América de 1990. Ainda em 1990, foi emprestado para a Portuguesa de Desportos.
Passou ainda pelo Tubarão e Figueirense.
Em 1995, disputou a Série C pelo ABC.
Em 2022, o jornalista Polidoro Júnior lançou uma biografia do ex-jogador.

## Títulos
Operário FC
- Campeão Sul-Matogrossense: 1983

Fortaleza EC
- Campeão Cearense: 1985

Avaí
- Campeão Catarinense: 1988

Grêmio
- Campeão Gaúcho: 1989
- Campeão da Copa do Brasil: 1989
- Campeão da Supercopa do Brasil: 1990

ABC
- Campeão Potiguar: 1995